# Vuohisaari (ö i Södra Savolax, S:t Michel, lat 61,36, long 26,73)
Vuohisaari är en ö i Finland. Den ligger i sjön Juolasvesi och Sarkavesi och i kommunen Mäntyharju i den ekonomiska regionen  S:t Michel och landskapet Södra Savolax, i den södra delen av landet, 160 km nordost om huvudstaden Helsingfors. Öns area är 3,7 hektar och dess största längd är 340 meter i nord-sydlig riktning.